# 杨侗
隋恭帝杨侗（600年代—619年7月19日），字仁谨，隋炀帝之孙，元德太子楊昭次子，母小劉良娣。留守东都洛阳期间，隋炀帝为叛将宇文化及所弑，遂被洛阳官员拥立为皇帝，618年6月22日至619年5月23日在位，年号皇泰，是隋朝最後一位君主。他登基不久被官员王世充夺权，被迫禅位给王世充，并被王世充下令杀害，谥号隋恭帝。因其弟楊侑谥号也是隋恭帝，而唐朝官修的《隋书》仅认可杨侑为隋朝皇帝而不认可杨侗，为表区分，史书一般以登基前封号称杨侗为越王，或以年号称为皇泰主。

## 炀帝年间
史书没有记载杨侗出生的时间，仅知其异母兄杨倓和嫡弟杨侑分别生于603年和605年。
杨侗儀表俊美，眉目如画，秉性寬厚。大业二年（606年）七月，杨昭去世。八月，炀帝封杨昭三子为王而没有重新立储：杨倓为燕王，杨侗為越王，杨侑为代王。炀帝出巡时，常让杨侗駐守东都洛陽，如大业九年（613年）三月其第二次征讨高句丽时，由民部尚书樊子盖辅佐。期间，礼部尚书杨玄感在洛阳附近起兵作乱，以河内郡主簿唐祎为怀州刺史。唐祎没有响应，却告诉了杨侗和樊子盖，杨侗指挥樊子盖守御洛阳，守住临清关令杨玄感不得过境。留守都城长安的杨侑派刑部尚书卫文升率军四万来助战，炀帝也放弃征讨高句丽，派左翊卫大将军宇文述和右骁卫大将军来护儿回救洛阳。众隋军联合镇压了杨玄感之乱。杨侗在高阳朝见炀帝，拜高阳太守。
大业十二年（616年），华北陷入民变，七月，隋炀帝巡幸江都，留杨侗以本官镇守洛阳，由光禄大夫段達、太府卿元文都、检校民部尚书韋津、右武卫将军皇甫無逸和右司郎盧楚辅佐。瓦岗寨民变首领李密、翟让趁机攻打洛阳，夺取洛阳附近洛口仓和回洛仓的粮食，导致洛阳粮食短缺。十三年（617年）二月，杨侗派虎贲郎将劉長恭、光禄少卿房崱率步骑二万五千御敌，刘长恭派河南讨捕使裴仁基自汜水西入掩袭敌后，被李密、翟让得知，隋军战败，死者十分之五六。杨侗赦免刘长恭等并好言抚慰。四月，裴仁基投降李密，洛阳局势愈发严峻。杨侗因屡战屡败，派太常丞元善达求援于炀帝，称洛阳被李密百万大军包围且没有粮食，再不救就沦陷了。炀帝动容，但内史侍郎虞世基说杨侗被元善达欺骗，洛阳局势并不像元善达所说，炀帝因此大怒，不仅没有救援，还派元善达去民变军占区催粮致其被杀。五月，炀帝派监门将军龐玉和虎贲郎将霍世舉从长安出兵救援，杨侗命段达、庞玉趁夜出兵，大败李密，收复回洛仓，洛阳因而恢复了一些补给，但六月回洛仓再被李密所夺。
九月，炀帝又从江都派江都通守王世充率江、淮劲卒，将军王士隆率邛黄蛮，与河北大使太常少卿韦霁、河南大使虎牙郎将王辩会合河内通守孟善谊、河阳郡尉独孤武都等各率所部同赴洛阳讨伐李密。只有王士隆没有及时赶到。杨侗命刘长恭等率留守兵，庞玉等率偃师兵，与王世充等合兵十余万众，与李密在洛口交战，夹洛水对峙。王世充兵败，坚壁不出，杨侗遣使慰劳，王世充惭惧，请求出战李密，又败。同月，太原留守李渊起兵杀入长安，拥立杨侑为隋恭帝。十二月，因王世充屡战不胜，杨侗遣使慰劳，王世充自称兵少，数战后疲弊，杨侗给他增兵七万。大业十四年（618年）正月，王世充再败，王辩、孟善谊、其他虎贲郎将杨威、刘长恭、梁德重、董智通、霍世举等都阵亡，独孤武都投降，韦津被俘。王世充独自与数千人逃到河阳，自己下狱请罪，杨侗遣使赦免，召回东都，赐金帛、美女以安其心。李渊派二子唐世子李建成和秦公李世民为左右元帅，率军进军洛阳，声言救援，四月赶到洛阳。杨侗不予理会，李建成和李世民在与李密小有交战后想进攻洛阳，但最终没有进攻，撤回长安。朝议郎段世弘等图谋响应李建成，因李建成撤军，又私通李密，想放李密军入城，事泄，杨侗命王世充讨伐诛杀。
618年4月11日，宇文述子右屯卫将军宇文化及弑隋炀帝，杀杨倓、来护儿，而拥立秦王杨浩，率骁果军北还。炀帝死讯传到长安和洛阳，李渊迫使隋恭帝禅位，建立唐朝，史称唐高祖。五月二十四戊辰日（618年6月22日），王世充與元文都、盧楚等率洛阳官员拥立杨侗为皇帝，年号皇泰，仍然忠于隋朝的郡县也认可杨侗为皇帝。

## 统治
楊侗大赦天下，追尊炀帝为世祖明皇帝，杨昭为世宗孝成皇帝，封母小刘良娣为皇太后；以王世充為纳言、左翊卫大将军、摄吏部尚書，封鄭國公，以段达为开府仪同三司兼纳言、右翊卫大将军、摄礼部尚书，封陈国公，元文都为內史令，封鲁国公，皇甫無逸为兵部尚書、右武卫大将军，封杞国公，郭文懿为內史侍郎、趙長文为黃門侍郎、卢楚为內史令，七人共同輔政，時人號稱「七貴」。
六月，宇文化及率大军北上接近洛阳，一路官员都投降，洛阳官员担心。盖琮上疏建议联合李密。元文都对卢楚说可以赦免李密，令其讨伐宇文化及，待宇文化及兵败，李密也疲惫了，也可击破擒获。于是以盖琮为通直散骑常侍，与马公政为使者带着敕书招抚李密。李密与宇文化及对峙，也害怕宇文化及的势力，见到盖琮大喜，派元帅府记室参军李俭、上开府徐师誉等为使者向杨侗投降，解送所俘虏的宇文化及手下雄武郎将于洪建。杨侗大悦，于左掖门外酷刑处决于洪建，厚待使者，以李俭为司农卿，徐师誉为尚书右丞，册拜李密为太尉、尚书令、东南道大行台行军元帅、魏国公，命他讨伐宇文化及，然后入朝辅政；以李密部将徐世勣为右武候大将军，下诏称李密忠诚。王世充不赞同招抚李密，因此与元文都等不和。七月，杨侗遣大理卿张权、鸿胪卿崔善福赐李密诏书，李密受诏。李密每次交战取胜，都奏报杨侗。当月，元文都欲暗殺王世充，却被段達出卖，王世充发动兵变。元文都奉杨侗御乾阳殿，命诸将闭门拒守。王世充攻入太阳门，皇甫無逸、庞玉出逃。王世充杀死卢楚，攻紫微宫门。杨侗派人登上紫微观责问其用心，王世充称被元文都和卢楚谋害，请求杀元文都。段达命押元文都出门，元文都對楊侗說：“臣今朝死，陛下夕及矣”，楊侗亦哭。王世充杀元文都，又杀元文都、卢楚的儿子们。段达以杨侗名义命开门放王世充军入宫。王世充派人替换所有的宿卫，再进入乾阳殿面圣。杨侗责怪王世充擅自杀大臣，王世充哭着发誓称是为了自保和拯救社稷，杨侗以为他确是诚心，令他升殿，说了很久的话，再带他入宫见刘太后，王世充又对刘太后表忠，披发盟誓自己没有二心。王世充被任为左仆射、总督内外诸军事，又捕杀赵长文、郭文懿，从此大权归于王世充，杨侗没有权力，不悦，与记室陆士季谋害王世充未果。
先前杨侗的国子祭酒徐文远被李密俘虏。李密得知元文都等人被杀，听从徐文远建议，与王世充控制的隋朝决裂。八月，宇文化及所任历阳太守杜伏威上表杨侗，被拜为东道大总管，封楚王；自称江南道大总管沈法兴亦上表杨侗，自称大司马、录尚书事、天门公。
九月，李密因为轻敌在偃师之战为王世充所败而投靠李渊建立的唐朝。李密的领地多归顺王世充。郇王杨庆先前投降李密，改姓郭，此时回到洛阳又改回姓杨，杨侗不责怪，还拜他为宗正卿。楚帝朱粲遣使投降隋朝，被杨侗封为楚王。宇文化及杀杨浩，杨侗成为唯一在位的隋朝皇帝。十月，王世充收李密美人珍宝及将卒十余万人回洛阳献俘，杨侗大赦，以王世充为太尉、尚书令，内外诸军事，开太尉府。十二月，被唐军围攻的隋河东守将尧君素制作木鹅，将写有形势的表文系在其颈上，沿河放下，由河阳守军送到洛阳，杨侗见后叹息，拜尧君素金紫光禄大夫。
王世充起初担心人心不服，还讨好杨侗，礼数尚且谦虚恭敬；后来渐渐骄横。一次他入宫接受赐饭，回去后呕吐，怀疑自己的食物被投毒，从此拒绝入朝面圣。皇泰二年（619年）正月，杨侗知道王世充想篡位，却只能让僧人布施宫中丝绸、珍宝给穷人以求神佛庇佑。王世充派党羽张绩、董浚守章善、显福二门，不许宫中杂物出门。
闰正月，夏国主窦建德与王世充结好，遣使奉表于杨侗，受封为夏王。
三月，王世充仗着击破李密的威望，派段达等迫使杨侗加他九锡，杨侗推托王世充击破李密以来没有大功，等天下再平定一些再议，段达说这是王世充想要的，杨侗看了他很久以后只能作罢。段达等人以杨侗诏书名义命王世充为相国，假黄钺，总百揆，进爵郑王，加九锡，备法物，郑国置丞相以下官。段达又以杨侗名义加王世充殊礼。四月初五癸卯日（619年5月23日），王世充派段达和云定兴等十人说服杨侗禅位，杨侗敛膝据案，大怒拒绝，说这是隋高祖的天下和隋世祖的东都，指责对方身为隋朝旧臣却口出此言，神色凛然，侍卫莫不流汗。退朝后，杨侗对着刘太后哭。王世充又派使者说服杨侗，说天下未定需要年长君主，发誓等天下太平、楊侗长大就把皇位还给他，派兄王世恽囚禁杨侗於含涼殿，三次上表辞让及下禅位敕书都不令杨侗得知。两天后，王世充自稱皇帝，建立鄭朝，改元開明。

## 退位后
王世充改封楊侗為潞國公，食邑五千户。楊侗每日只能焚香禮佛以祈求平安。五月，尚书左丞宇文儒童、尚食直长宇文温兄弟、尚食直长陈谦、礼部尚书裴仁基、左辅大将军裴行儼父子、散骑常侍崔德本策劃攻殺王世充党羽，复立楊侗。事情敗露，王世充灭他们三族。
齐王王世恽说这些人谋反是因为杨侗还在，劝王世充杀死楊侗以绝后患。六月，王世充派侄子王仁則和家僕梁百年攜鴆酒去楊侗處，对他说：“愿皇帝饮此酒。”楊侗指出这不符合太尉（即王世充）先前的誓言，梁百年想转达王世充，被王世恽拒绝。杨侗自知難逃一死，请求见母亲道别，不获准，于是布下席子焚香向佛像祈禱：“願生生世世不要再生在帝王尊贵之家”，遂仰药；但一時半刻竟沒毒發，最後被縊死，谥号恭皇帝。

## 影視形象
- 2006年电视剧《开创盛世》：崔彬斌饰皇泰主
- 2009年电视剧《少林寺传奇2》：王鹤宇饰皇泰主
- 2012年电视剧《隋唐英雄》：吴玺饰皇泰主
- 2024年電影《陌路狂刀》：李慶譽飾楊侗

## 评价
- 《北史》论曰：至令赵及燕、越，皆不得死，悲夫！[4]
- 《隋书》史臣曰：至令赵及燕、越皆不得其死，悲夫！[5]